# مرض جمبرانا
مرض جمبرانا (بالإنجليزية: Jembrana disease)‏  مرض فيروسي حاد يصيب الماشية. في حين أنه ينتج أعراضًا خفيفة نسبيًا في ماشية التورين، فإن فيروس جمبرانا شديد التأثير في ماشية بالي حيث يبلغ معدل الوفيات حوالي 17 بالمائة. حدث أول انتشار موثق له في عام 1964 في منطقة جمبرانا في بالي بإندونيسيا. في غضون عامين من ظهوره، قتل المرض ما يقدر بنحو 26000 من أصل 300000 رأس من الماشية في جزيرة بالي.  ينتمي فيروس مرض جمبرانا إلى جنس الفيروسات البطيئة، والتي تشمل فيروسات نقص المناعة مثل فيروس نقص المناعة البشرية. مقارنة بالأمراض المزمنة التي تنتجه معظم الفيروسات البطيئة، ينتج عن مرض جمبرانا تأثيرات حادة. بعد فترة حضانة من 5 إلى 12 يومًا، يظهر المرض أعراضًا بما في ذلك فقدان الشهية والحمى والخمول وتضخم الغدد الليمفاوية والإسهال.